# Saison 2015-2016 de l'Union sportive Oyonnax rugby
Cette page présente la saison 2015-2016 de l'Union sportive Oyonnax rugby en Top 14 et en Coupe d'Europe.

## La saison
Budget
Avec un budget de 16,01 millions d'euros, celui-ci est le 12e budget, sur 14, du Top 14.

## Calendrier et résultats[1]

### Matchs amicaux
- US Oyonnax- Lyon OU : 30-34
- Stade toulousain - US Oyonnax : 12-9

### Top 14
| - Montpellier HR - US Oyonnax : 35-19 - US Oyonnax - Union Bordeaux Bègles : 37-19 - US Oyonnax - ASM Clermont : 24-41 - Castres olympique - US Oyonnax : 35-26 - US Oyonnax - Racing 92 : 9-18 - RC Toulon - US Oyonnax : 61-3 - US Oyonnax - Section paloise : 42-23 - Stade rochelais - US Oyonnax : 38-3 - US Oyonnax - CA Brive : 9-34 - Stade toulousain - US Oyonnax : 27-3 - US Oyonnax - Stade français : 25-12 - FC Grenoble - US Oyonnax : 42-17 - US Oyonnax - SU Agen : 30-28 | - US Oyonnax - Montpellier HR : 10-31 - Union Bordeaux Bègles - US Oyonnax : 48-20 - ASM Clermont - US Oyonnax : 44-16 - US Oyonnax - Castres olympique : 20-25 - Racing 92 - US Oyonnax : 26-3 - US Oyonnax - RC Toulon : 13-44 - Section paloise - US Oyonnax : 25-6 - US Oyonnax - Stade rochelais : 17-16 - CA Brive - US Oyonnax : 31-13 - US Oyonnax - Stade toulousain : 17-25 - Stade français - US Oyonnax : 69-8 - US Oyonnax - FC Grenoble : 20-27 - SU Agen - US Oyonnax : 23-19 |

| Rang | Club                   | J  | V  | N | D  | Em | Ee | Bo | Bd | Pm  | Pe  | Diff | Pts |
| ---- | ---------------------- | -- | -- | - | -- | -- | -- | -- | -- | --- | --- | ---- | --- |
| 1    | ASM Clermont           | 26 | 18 | 1 | 7  | 75 | 31 | 10 | 4  | 735 | 431 | +304 | 88  |
| 2    | RC Toulon              | 26 | 16 | 0 | 10 | 89 | 35 | 11 | 7  | 764 | 446 | +318 | 82  |
| 3    | Montpellier HR         | 26 | 18 | 0 | 8  | 68 | 49 | 7  | 2  | 723 | 569 | +154 | 81  |
| 4    | Racing 92              | 26 | 18 | 1 | 7  | 62 | 36 | 5  | 2  | 614 | 522 | +92  | 81  |
| 5    | Stade toulousain       | 26 | 16 | 2 | 8  | 76 | 33 | 7  | 4  | 680 | 393 | +287 | 79  |
| 6    | Castres olympique      | 26 | 15 | 0 | 11 | 67 | 35 | 6  | 5  | 650 | 496 | +154 | 71  |
| 7    | Union Bordeaux Bègles  | 26 | 14 | 2 | 10 | 44 | 45 | 3  | 4  | 552 | 503 | +49  | 67  |
| 8    | CA Brive               | 26 | 13 | 1 | 12 | 42 | 48 | 4  | 4  | 540 | 544 | -4   | 62  |
| 9    | Stade rochelais        | 26 | 11 | 0 | 15 | 49 | 60 | 4  | 6  | 553 | 656 | -103 | 54  |
| 10   | FC Grenoble            | 26 | 10 | 0 | 16 | 58 | 90 | 4  | 3  | 605 | 779 | -174 | 47  |
| 11   | Section paloise P      | 26 | 10 | 1 | 15 | 30 | 73 | 1  | 3  | 420 | 675 | -255 | 46  |
| 12   | Stade français Paris T | 26 | 9  | 0 | 17 | 44 | 60 | 2  | 3  | 543 | 631 | -88  | 41  |
| 13   | SU Agen P              | 26 | 5  | 0 | 21 | 47 | 99 | 1  | 5  | 531 | 846 | -315 | 26  |
| 14   | Oyonnax Rugby          | 26 | 5  | 0 | 21 | 37 | 92 | 2  | 2  | 429 | 847 | -418 | 24  |

### Coupe d'Europe
Dans la Coupe d'Europe l'Union sportive Oyonnax rugby fait partie de la poule 1 et sera opposé aux Anglais de Saracens, aux Irlandais de l'Ulster et aux Français du Stade toulousain.
| - US Oyonnax - Ulster : Reporté - Stade toulousain - US Oyonnax : 24-18 - US Oyonnax - Saracens : | - Ulster - US Oyonnax : - US Oyonnax - Stade toulousain : - Saracens - US Oyonnax : |

| Rang | Équipe           | J | V | N | D | Em | Ee | Bo | Bd | Pm  | Pe  | Diff | Pts |
| ---- | ---------------- | - | - | - | - | -- | -- | -- | -- | --- | --- | ---- | --- |
| 1    | Saracens         | 6 | 6 | 0 | 0 | 26 | 8  | 4  | 0  | 220 | 73  | +147 | 28  |
| 2    | Ulster           | 6 | 4 | 0 | 2 | 21 | 12 | 2  | 0  | 169 | 109 | +60  | 18  |
| 3    | Oyonnax Rugby    | 6 | 1 | 0 | 5 | 10 | 30 | 1  | 2  | 99  | 218 | -119 | 7   |
| 4    | Stade toulousain | 6 | 1 | 0 | 5 | 11 | 18 | 0  | 1  | 85  | 173 | -88  | 5   |

## US Oyonnax 2015-2016

### Effectif
| Nom                  | Poste           | Naissance       | Nationalité sportive | Sélections | Dernier club               | Arrivée au club (année) |
| -------------------- | --------------- | --------------- | -------------------- | ---------- | -------------------------- | ----------------------- |
| Lukas Rapant         | Pilier          | 16/11/1982      | Tchéquie             |            | Sporting nazairien rugby   | 2006                    |
| Stan Wright          | Pilier          | 29/09/1978      | Îles Cook            |            | RC Narbonne                | 2015                    |
| Jeremy Castex        | Pilier          | 19/08/1981      | France               | -          | Lyon OU                    | 2015                    |
| Soane Tonga'uiha     | Pilier          | 21/06/1982      | Tonga                |            | Racing 92                  | 2014                    |
| Laurent Delboulbès   | Pilier          | 17/11/1986      | France               | -          | Union Bordeaux Bègles      | 2015                    |
| Marc Clerc           | Pilier          | 09/06/1987      | France               | -          | Bourg-en-Bresse            | 2011                    |
| Antoine Guillamon    | Pilier          | 04/06/1991      | France               | -          | Stade toulousain           | 2013                    |
| Horatiu Pungea       | Pilier          | 18/02/1986      | Roumanie             | -          | Lyon OU                    | 2015                    |
| Giorgi Vepkhvadze    | Pilier          | 05/07/1991      | Géorgie              | -          | US Oyonnax                 | 2015                    |
| Jody Jenneker        | Talonneur       | 10/04/1984      | Afrique du Sud       | -          | LOU                        | 2012                    |
| Thomas Bordes        | Talonneur       | 10/05/1990      | France               | -          | Stade montois              | 2015                    |
| Leon Power           | 2e ligne        | 27/02/1986      | Nouvelle-Zélande     | -          | Brumbies                   | 2014                    |
| Fabrice Metz         | 2e ligne        | 23/01/1991      | France               | -          | Racing 92                  | 2015                    |
| George Robson        | 2e ligne        | 04/11/1985      | Angleterre           | -          | Harlequins                 | 2015                    |
| Mickaël De Marco     | 2e ligne        | 22/04/1989      | France               | -          | Montpellier HR             | 2015                    |
| Geoffrey Fabbri      | 2e ligne        | 17/06/1992      | France               | -          | US Oyonnax                 | 2014                    |
| Pierrick Gunther     | 3e ligne aile   | 16/10/1989      | France               |            | Lyon OU                    | 2015                    |
| Maurie Fa'asavalu    | 3e ligne aile   | 12/01/1980      | Samoa                |            | Harlequins                 | 2014                    |
| Olivier Missoup      | 3e ligne aile   | 05/02/1981      | France               | -          | Stade Français Paris Rugby | 2014                    |
| Valentin Ursache     | 3e ligne aile   | 12/08/1985      | Roumanie             |            | Pays d'Aix RC              | 2012                    |
| Guillaume Bernad     | 3e ligne aile   | 08/06/1983      | France               | -          | Aviron bayonnais           | 2014                    |
| Patrick Sobela       | 3e ligne aile   | 12/08/1992      | France               |            | US Oyonnax                 | 2014                    |
| Florian Faure        | 3e ligne centre | 26/03/1983      | France               | -          | FC Grenoble                | 2015                    |
| Viliami Ma'afu       | 3e ligne centre | 09/03/1982      | Tonga                |            | Mitsubishi Dynaboars       | 2013                    |
| Pedrie Wannenburg    | 3e ligne centre | 02/01/1981      | Afrique du Sud       |            | Castres olympique          | 2014                    |
| Piri Weepu           | Mêlée           | 07/09/1983      | Nouvelle-Zélande     |            | London Wasps               | 2015                    |
| Fabien Cibray        | Mêlée           | 15/10/1985      | France               | -          | LOU                        | 2013                    |
| Julien Blanc         | Mêlée           | 04/10/1992      | France               | -          | Racing 92                  | 2015                    |
| Nicky Robinson       | Ouverture       | 03/01/1982      | Pays de Galles       | -          | London Wasps               | 2015                    |
| Régis Lespinas       | Ouverture       | 06/10/1984      | France               | -          | Magpies                    | 2013                    |
| Roimata Hansell-Pune | Centre          | 06/11/1986      | Nouvelle-Zélande     | -          | Waikato RU                 | 2010                    |
| Eamonn Sheridan (en) | Centre          | 14/05/1989`     | Irlande              | - 20 ans   | London Irish               | 2015                    |
| Guillaume Bousses    | Centre          | 12/10/1981      | France               |            | Racing Métro 92            | 2013                    |
| Dug Codjo            | Ailier          | 22/04/1987      | France               | -          | US Carcassonne             | 2013                    |
| Daniel Ikpefan       | Ailier          | 18 octobre 1993 | France               | -          | RC Le Môle                 | 2011                    |
| Fetu'u Vainikolo     | Ailier          | 30/01/1985      | Tonga                | -          | Exeter Chiefs              | 2015                    |
| Silvère Tian         | Ailier          | 19/07/1980      | Côte d'Ivoire        |            | SU Agen                    | 2013                    |
| Alaska Taufa         | Ailier          | 24/07/1983      | Tonga                |            | Akito Northern Bulls       | 2014                    |
| Uwanakoro Tawalo     | Ailier          | 27 février 1992 | Fidji                | -          | ASM Clermont               | 2015                    |
| Florian Denos        | Arrière         | 20/05/1985      | France               | -          | Castres olympique          | 2012                    |
| Quentin Étienne      | Arrière         | 14/07/1990      | France               | -          | RC Narbonne                | 2015                    |
| Nicolas Metge        | Arrière         | 4 mai 1994      | France               | -          | SC Albi                    | 2015                    |
| Vincent Martin       | Arrière         | 04/09/1992      | France               | -          | Lyon OU                    | 2015                    |

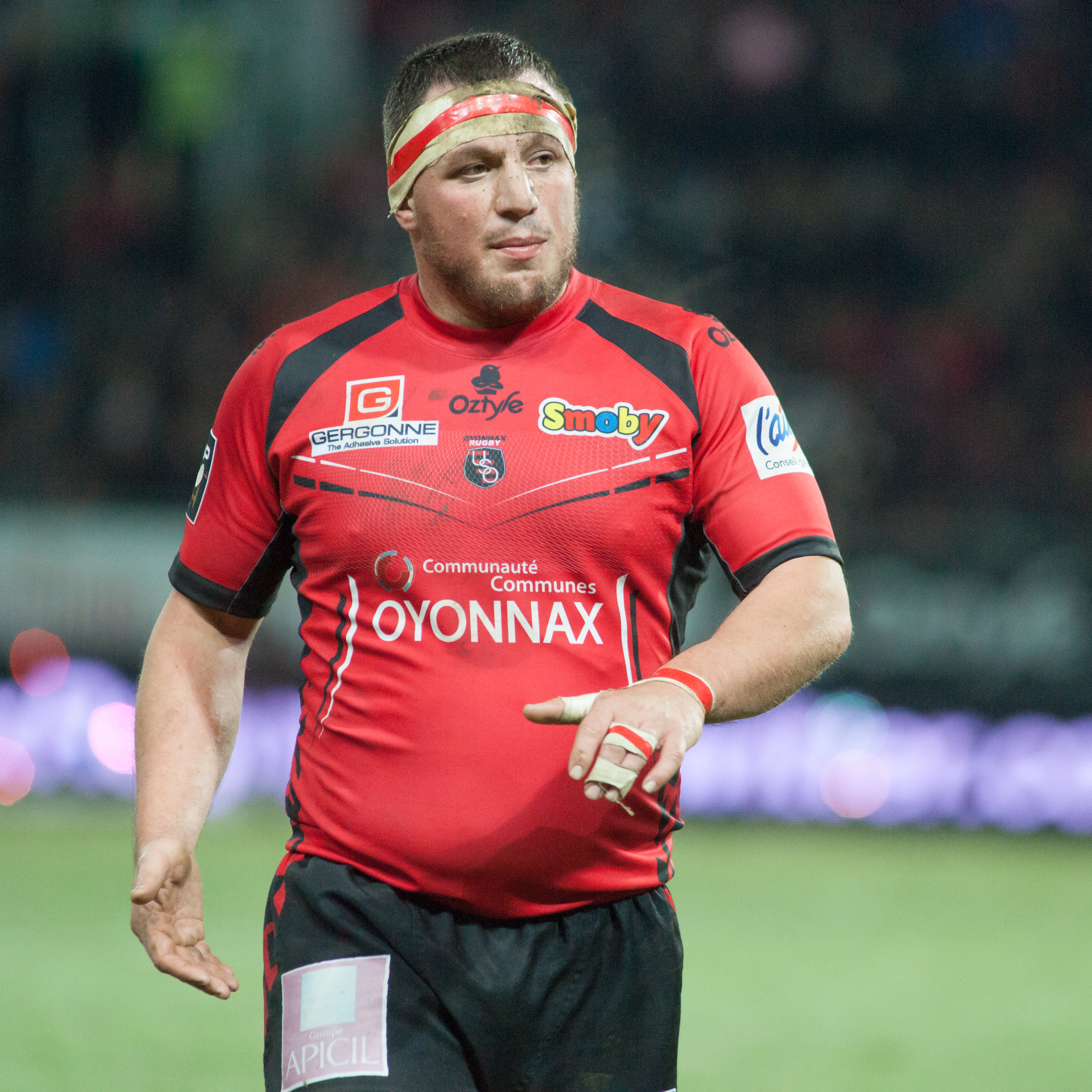
Marc Clerc
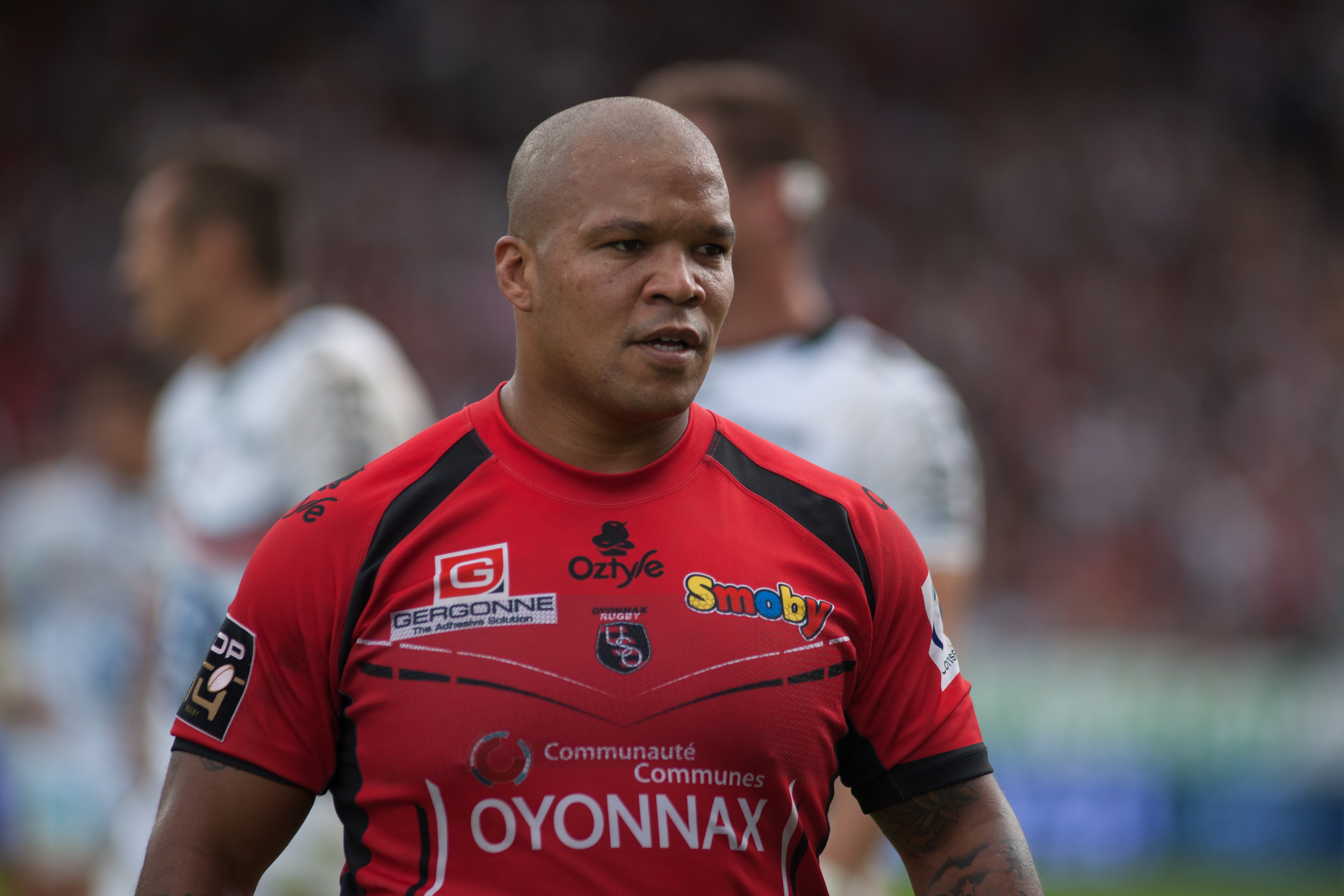
Jody Jenneker
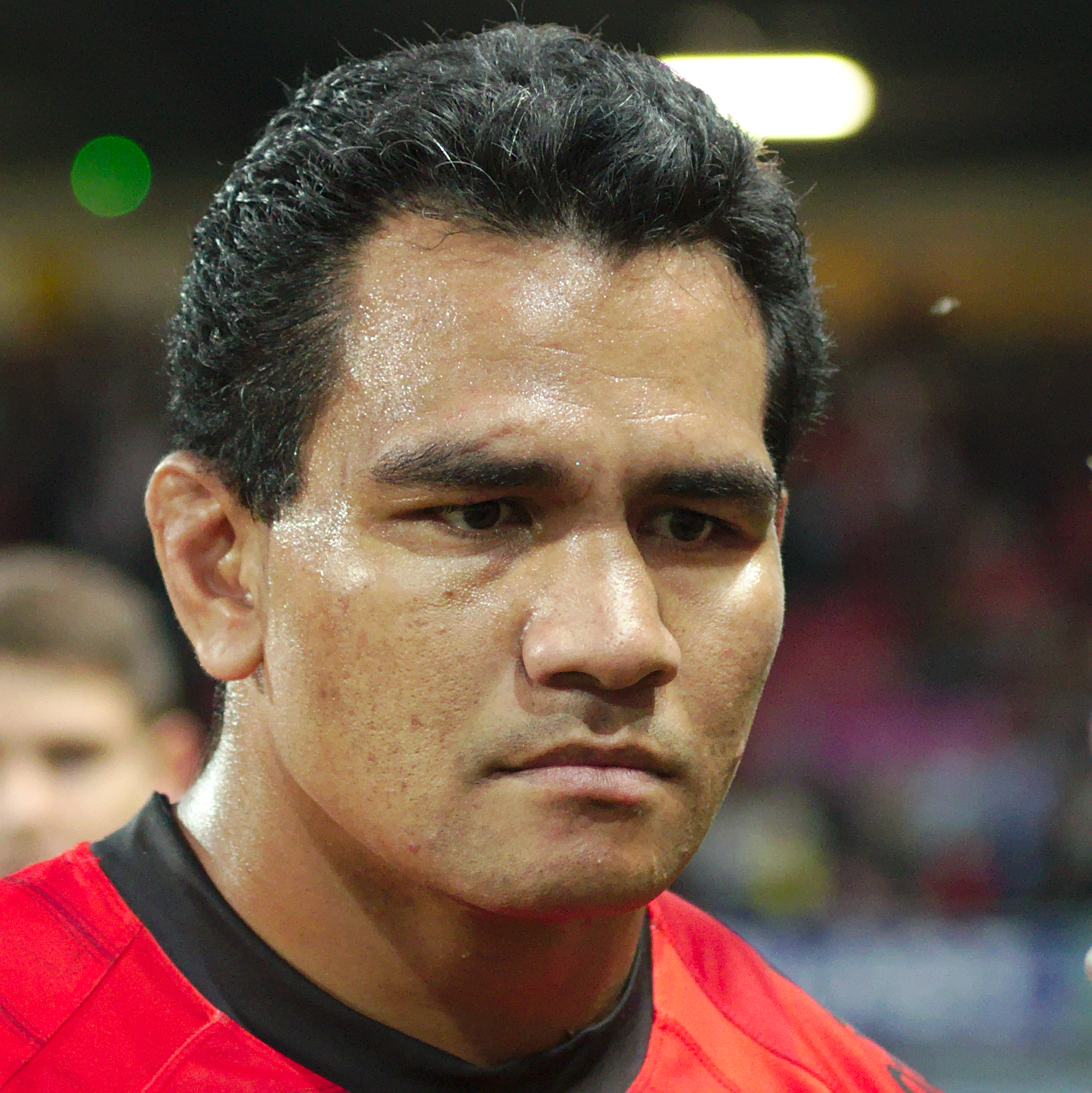
Maurie Fa'asavalu
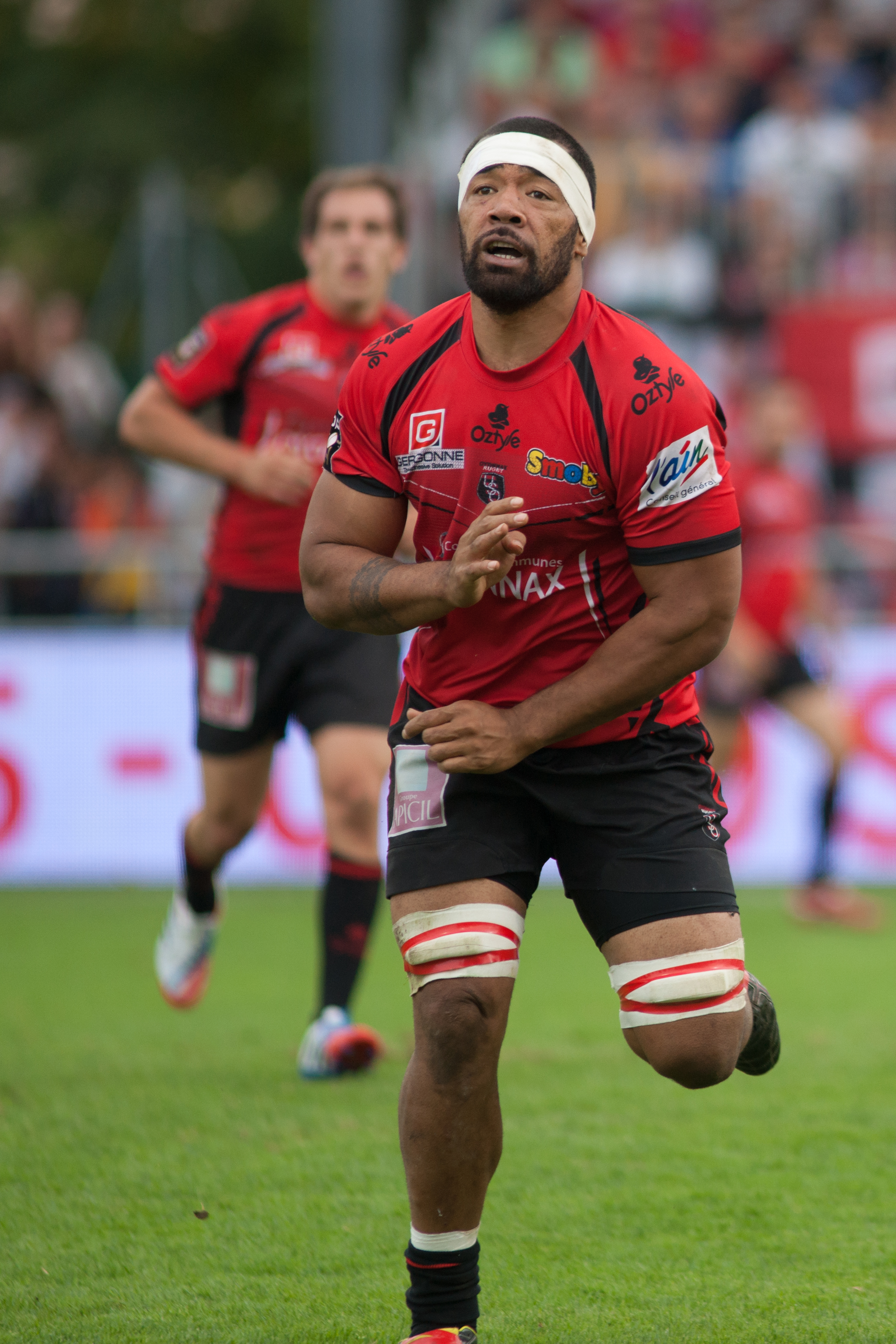
Viliami Ma'afu
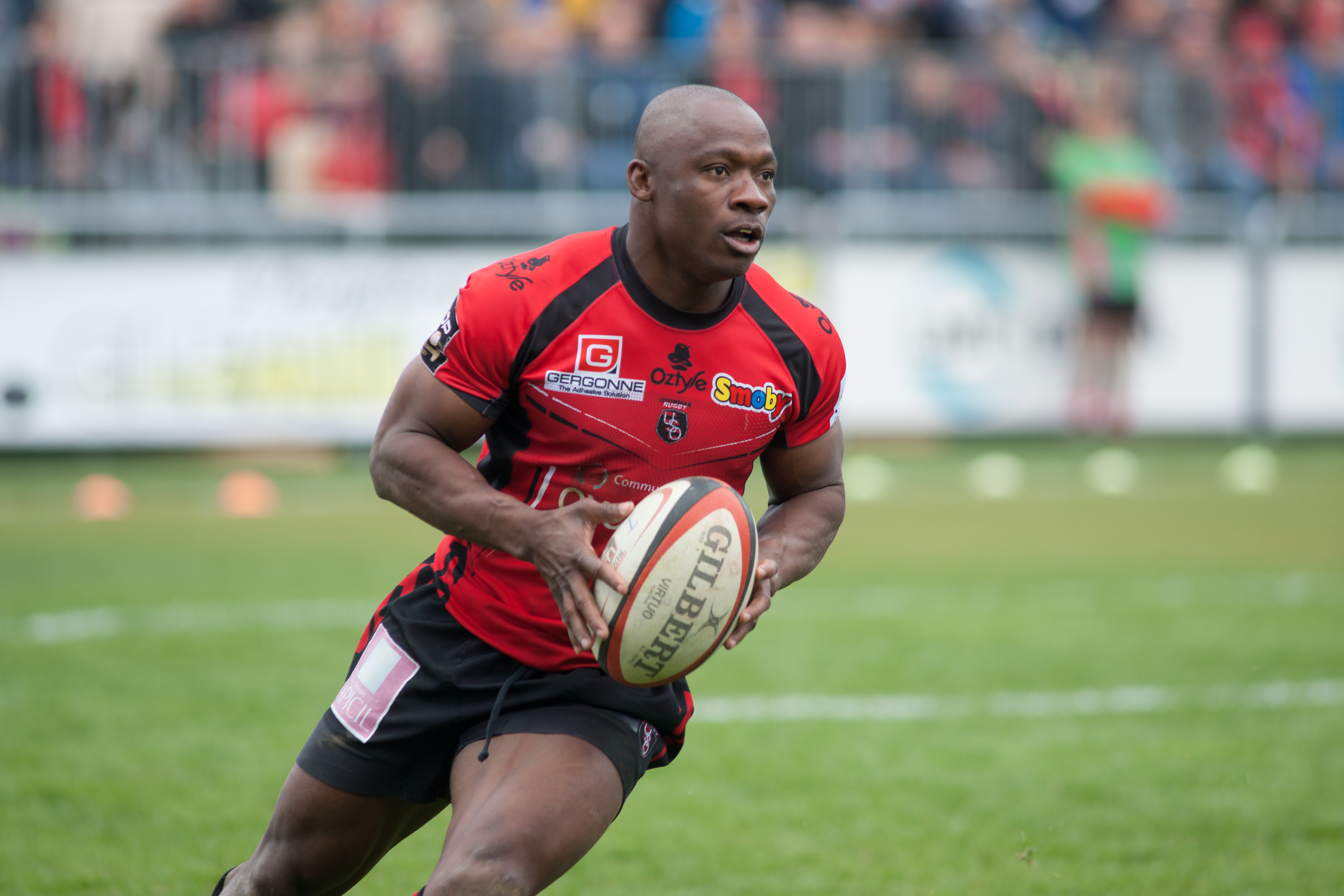
Silvère Tian

### Le staff
Dix-neuf personnes constituent le staff de l'US Oyonnax rugby pour la saison 2015-2016 :
- Johann Authier : directeur sportif
- Stéphane Glas : entraîneur des arrières
- Pascal Peyron : entraîneur des avants
- Hubert Debedde : préparateur physique
- Morgan Deflers : préparateur physique
- Lipi Sinnott : responsable performance
- Sylvain Terraz : directeur du centre de formation
- Fabien Besson : kinésithérapeute
- François Benaiges : kinésithérapeute
- Vincent Vareyon : ostéopathe
- Thierry Allieri : médecin
- François Girod : médecin
- Bruno Lecoq : médecin
- Jean-Jacques Allagnat : nutritionniste
- Julien Allagnat : physiothérapeute
- Yannick Titoulet : analyste vidéo
- Jean-Michel Thevenon : analyste vidéo
- Jacky Rouzet : intendance

## Statistiques

### Statistiques collectives
Attaque
Défense

### Statistiques individuelles
Meilleur réalisateur